# Museo delle navi vichinghe di Oslo
Il Museo delle navi vichinghe (in norvegese: Vikingskipshuset, letteralmente Casa delle navi vichinghe) si trova a Bygdøy, nei pressi di Oslo, in Norvegia. Esso fa parte del Museo di storia culturale dell'Università di Oslo e deve la sua fama alle 3 grandi navi che ospita al suo interno, risalenti all'epoca vichinga: la Oseberg, la Gokstad e la Tune; oltre a ciò, sono conservati nel museo numerosi manufatti provenienti dal Cimitero di Borre e da altri siti archeologici vichinghi.

## Storia
Nel 1913 il professore svedese Gabriel Gustafson propose la costruzione di un edificio dedicato alla conservazione dei ritrovamenti di epoca vichinga venuti alla luce alla fine del XIX ed all'inizio del XX secolo. Le navi di Goksted e di Oseberg erano infatti già state trasportate in siti temporanei appartenenti all'Università di Oslo. Venne bandito un concorso architettonico il cui vincitore risultò essere Arnstein Arneberg. La sala dedicata alla nave di Oseberg venne costruita grazie a finanziamenti del governo norvegese e la nave vi venne trasportata nel 1926.
Le ali dell'edificio dedicate alle altre navi vennero ultimate nel 1932, ma il completamento del museo venne ritardato a causa dello scoppio della Seconda guerra mondiale; l'ultima sezione (quella dedicata agli altri ritrovamenti di epoca vichinga) venne quindi portata a termine solamente nel 1957.

## Le navi
Le navi Oseberg, Gokstad e Tune sono i tre unici drakkar ritrovati in buono stato di conservazione in Norvegia e questo si deve al fatto che essi furono utilizzati come tombe ed interrati, ed al loro interno furono trovati numerosi monili ed oggetti d'oro. La nave Oseberg, lunga 21,50 metri e larga 5,00, fu ritrovata a nord di Tønsberg nel 1904, essa risale al IX secolo e fu utilizzata per il funerale della regina Åsa; la nave Gokstad, lunga 23,30 metri e larga 5,24, inizialmente destinata a solcare il mare in quanto dotata di strutture per i remi e la velatura, venne comunque utilizzata per la sepoltura; la nave Tune, lunga 22,00 metri e larga 4,50, fu scoperta nel 1867 nei pressi di Fredrikstad ed è la meno conservata delle tre.

## Lo spostamento delle navi
Il 20 dicembre 2006 l'Università di Oslo supportò una proposta avanzata da parte del Museo storico, secondo la quale tutti i reperti archeologici conservati nel Museo delle navi vichinghe dovrebbero venire spostati in un nuovo edificio da costruirsi a Bjørvika, nella zona orientale di Oslo. L'idea ha però sollevato un dibattito fra favorevoli e contrari, sia nel mondo accademico e museale che nel mondo dei media. Chi è contrario sostiene che le navi siano troppo fragili per poter essere spostate senza arrecare loro alcun danno, mentre chi è favorevole sostiene che è ancora più rischioso lasciare le navi in un edificio piccolo come l'attuale, con notevoli rischi dovuti a possibili incendi e dovuti soprattutto all'enorme afflusso di turisti, in numero maggiore rispetto a quanto fosse stato pensato all'epoca del progetto. Una prova al fine della valutazione di questi rischi è stata eseguita su di un lato della nave di Oseberg, con la conclusione che lo spostamento potrebbe essere portato a termine senza far subire danni gravi a ciò che resta delle navi.

## Galleria d'immagini

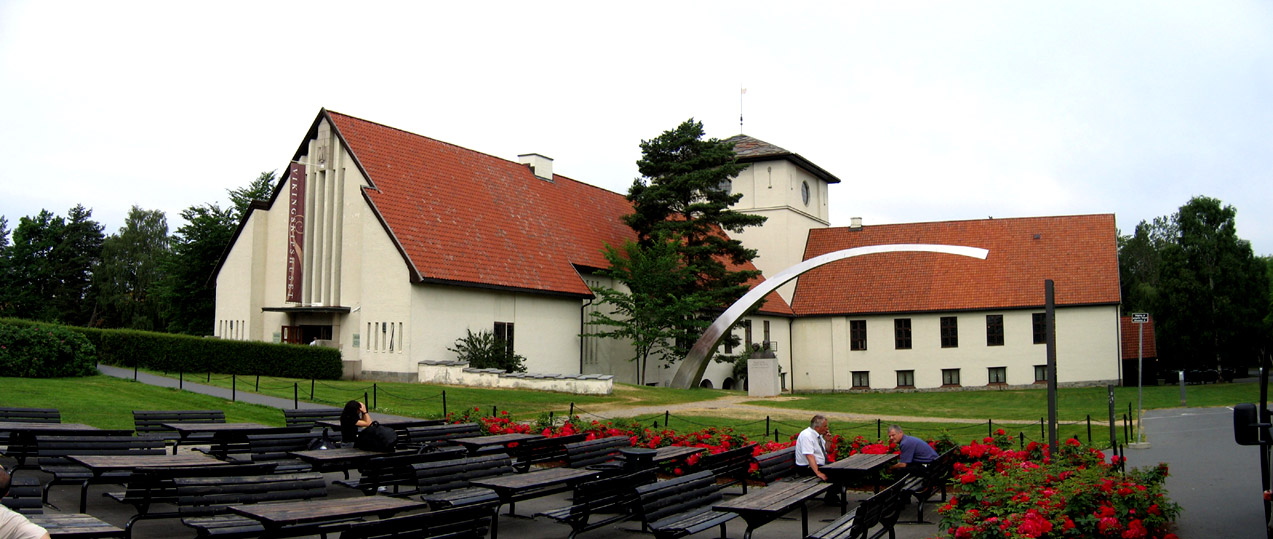
Vista dell'esterno del museo
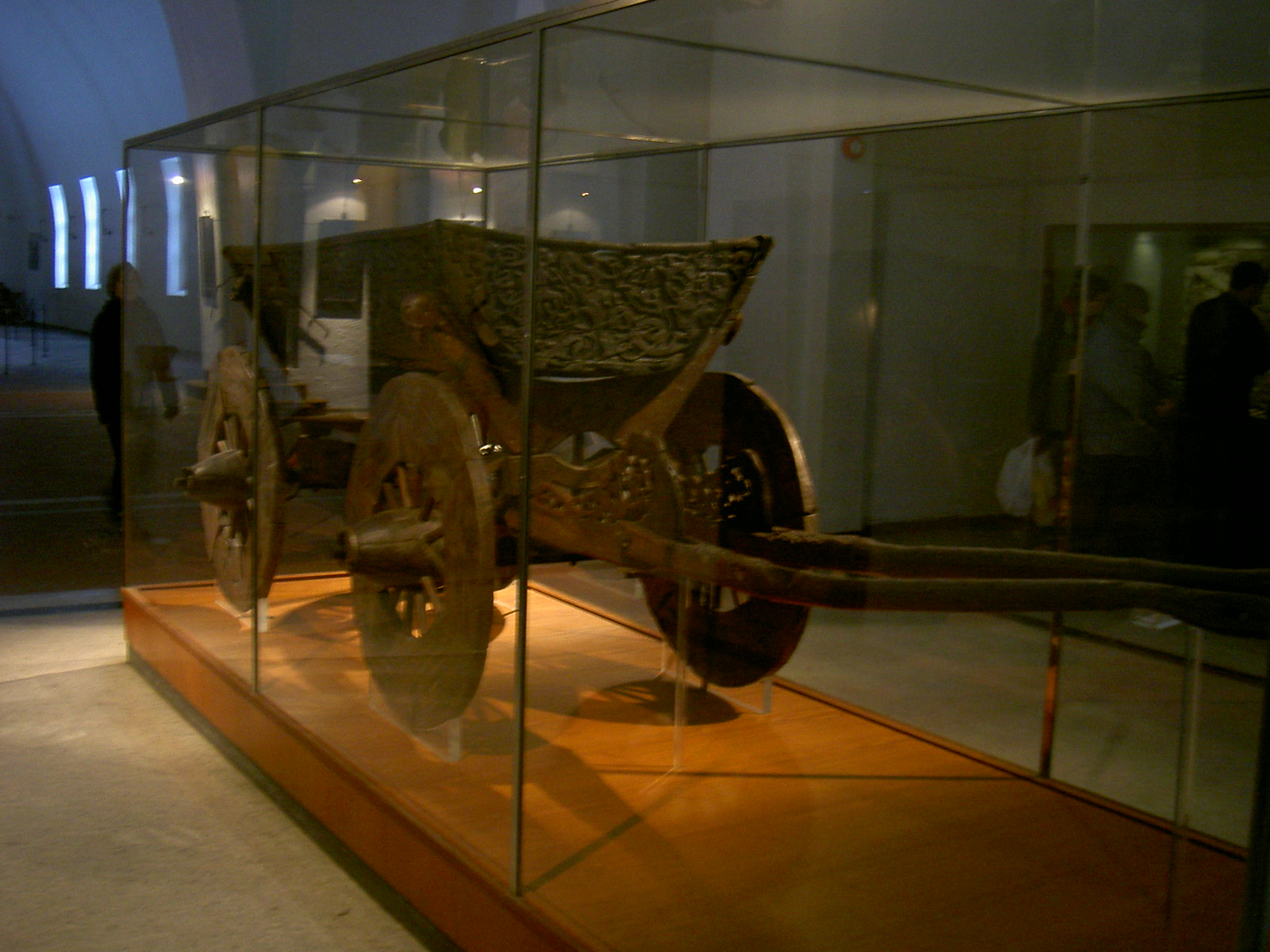
Carro vichingo, conservato all'interno del museo
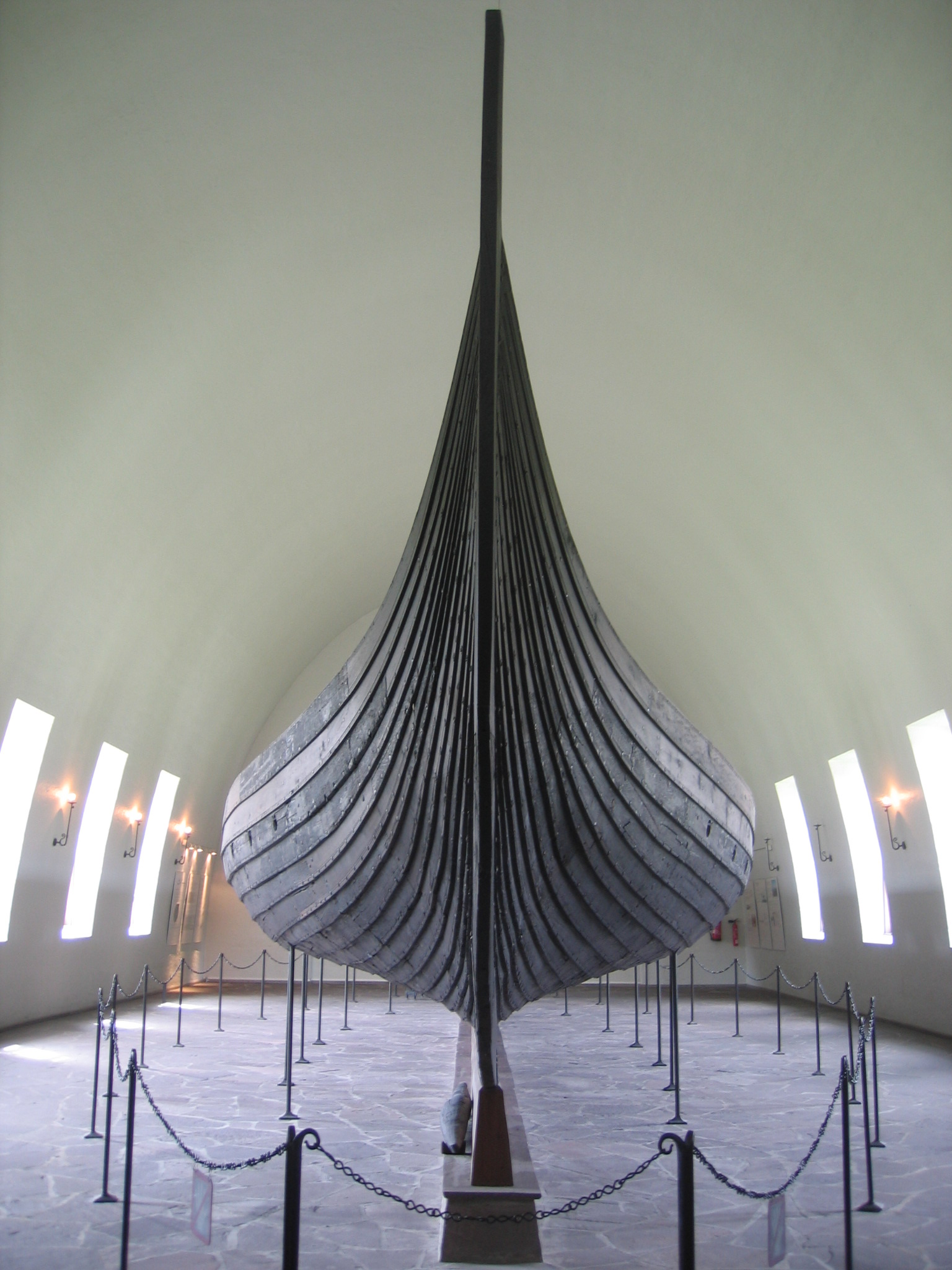
La nave Gokstad
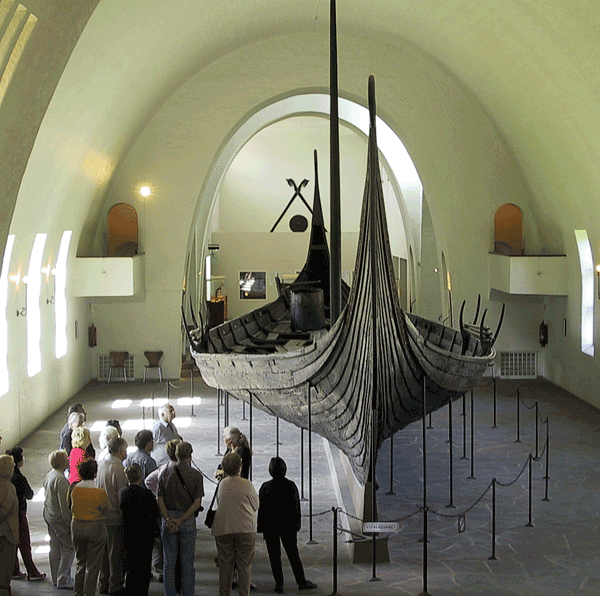
La nave Oseberg
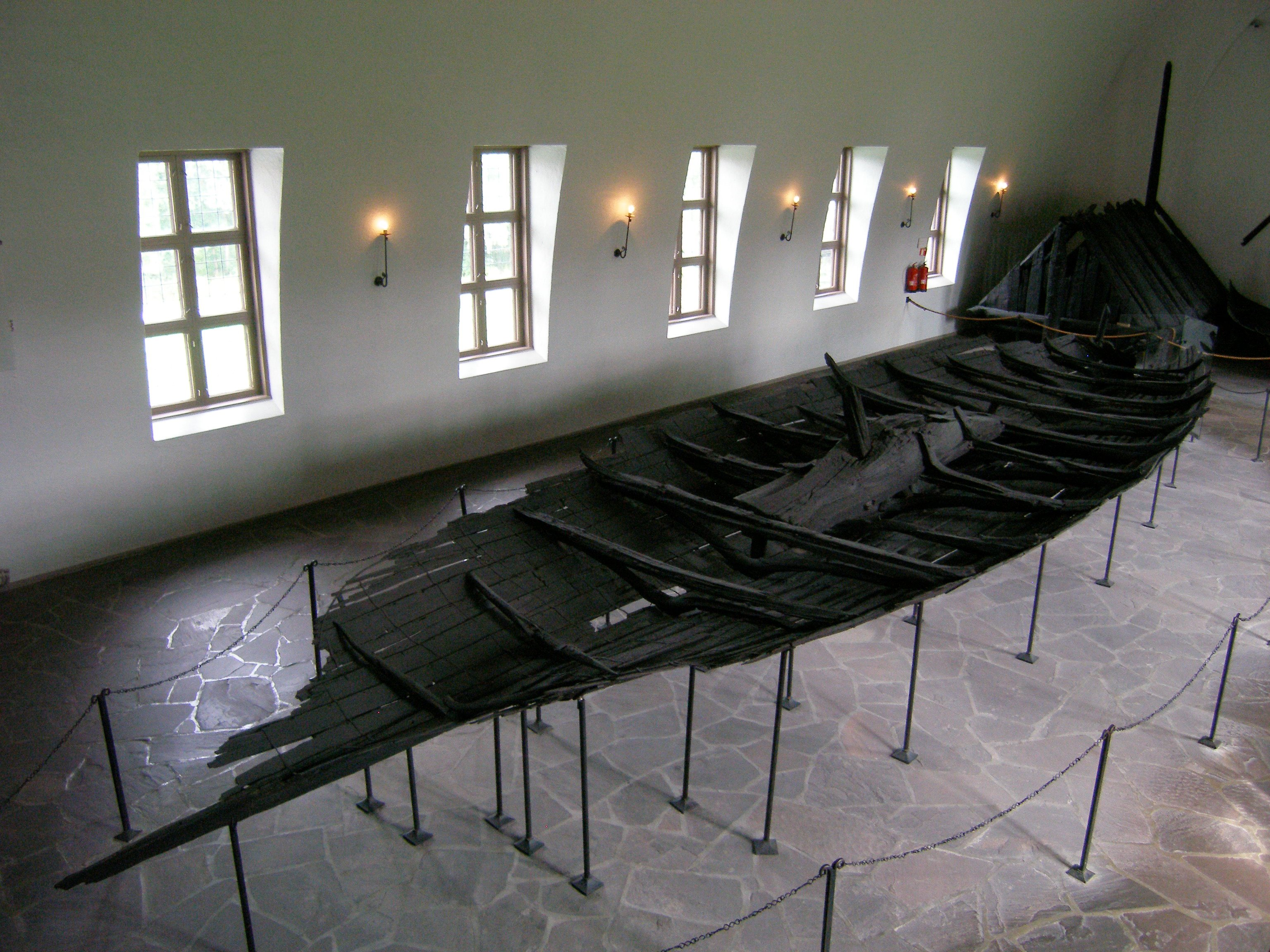
La nave Tune